# Mandalamukti
Mandalamukti is een bestuurslaag in het regentschap Bandung Barat van de provincie West-Java, Indonesië. Mandalamukti telt 11.261 inwoners (volkstelling 2010).